# Péronne, Somme
Péronne là một xã thuộc tỉnh Somme trong vùng Hauts-de-France miền bắc nước Pháp.

## Dân số
| 1962                                            | 1968 | 1975 | 1982 | 1990 | 1999 | 2006 |
| ----------------------------------------------- | ---- | ---- | ---- | ---- | ---- | ---- |
| 7146                                            | 8568 | 9129 | 8497 | 8387 | 8213 | 8754 |
| Starting in 1962: Population without duplicates |      |      |      |      |      |      |

## Thành phố kết nghĩa
- Blackburn, Anh
- Altena, Đức
- Salobreña, Tây Ban Nha